# Пуебло (окръг)
Вижте пояснителната страница за други значения на Пуебло.
Окръг Пуебло (на английски: Pueblo County) е окръг в щата Колорадо, Съединени американски щати. Площта му е 6211 km², а населението - 166 475 души (2017). Административен център е град Пуебло.